# Chris Watt
Chris Watt (Glen Ellyn, 17 agosto 1990) è un giocatore di football americano statunitense che gioca nel ruolo di defensive end per i San Diego Chargers della National Football League (NFL). Fu scelto nel corso del terzo giro (89º assoluto) del Draft NFL 2014. Al college ha giocato a football all'Università di Notre Dame

## Carriera professionistica

### San Diego Chargers
Watt fu scelto dai San Diego Chargers nel corso del terzo giro del Draft 2014. Debuttò come professionista subentrando nella vittoria della settimana 4 contro i Jacksonville Jaguars. La sua prima stagione si chiuse con 12 presenze, di cui 5 come titolare.

## Statistiche
| Partite totali      | 12 |
| Partite da titolare | 5  |

Statistiche aggiornate alla stagione 2014